# Regno di Osraige
Il regno di Osraige (anche Ossory, Osraighe o Osraighibh) era un antico regno dell'Irlanda. Fu un ampio Stato cuscinetto tra il Leinster e il Munster, che mantenne la sua indipendenza, almeno nominalmente, anche durante l'era storica. I suoi confini meridionali erano i fiumi Suir e Barrow, sebbene si estendesse in origine fino al mare e i suoi sovrani ebbero qualche influenza sui re vichinghi di Waterford. Nel nord forse si estendeva sui Slieve Bloom e raggiungeva il fiume Shannon, anche se nel periodo storico il regno si attestò generalmente a sud si queste montagne, col confine di solito posto sul fiume Nore. In senso orario confinava coi regni o le signorie di Ele, Ui Duach, Loigis, Ui Drona, Uí Cheinnselaig, Desi Mumhain, ed Eóganachta Caisel. La città principale, nonché la capitale della dinastia era Kilkenny.
Il nome Osraige proverrebbe dagli Usdaie, una tribù che Claudio Tolomeo nella sua Geografia piazza in un'area che approssimativamente occupava quella che in seguito sarebbe stato il regno di Osraige. Altre tribù nelle vicinanze erano i Briganti e i Cauci. Gli abitanti di Osraighe dicevano di discendere dal popolo degli Érainn.
Il nome è rimasto nella diocesi cattolica di Ossory. Oggi la contea di Kilkenny e parte dell'area occidentale della contea di Laois comprendono il cuore di quello che fu il regno di Osraige.